# Manó Vesztróczy

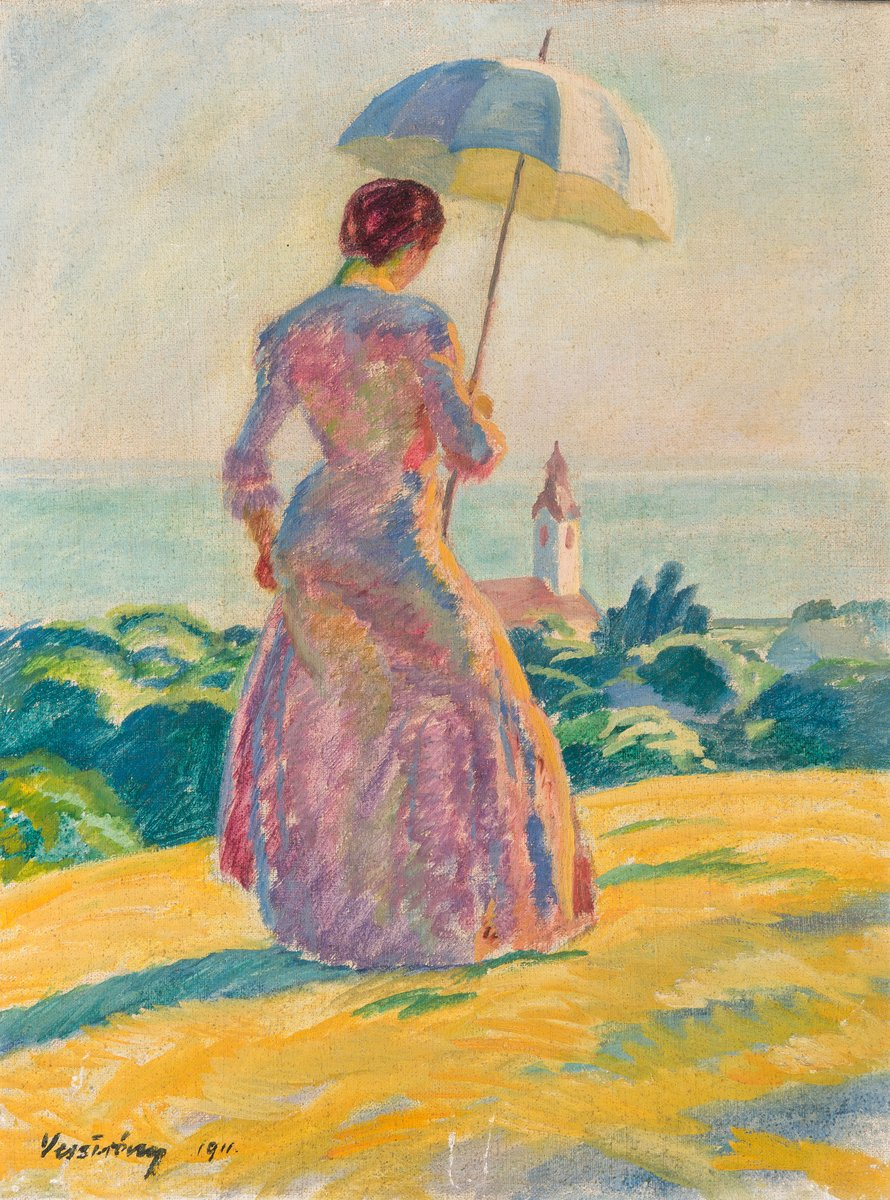
Manó Vesztróczy: Frau mit Sonnenschirm. 1911. Szépművészeti Múzeum

Manó Vesztróczy (* 17. Januar 1875 in Újpest, Königreich Ungarn; † 24. September 1955 in Budapest) war ein ungarischer Maler.

## Leben
Manó Vesztróczy wurde 1875 in Újpest, dem heutigen IV. Budapester Bezirk, geboren. Er studierte an der Ungarischen Staatlichen Zeichenschule (heute Ungarische Universität der Bildenden Künste) in Budapest. Nach seinem Abschluss setzte er seine Studien in München fort, wo er sich dem Kreis der in der bayerischen Hauptstadt tätigen ungarischen Künstler anschloss. Nach seiner Rückkehr nach Ungarn war er in der Budapester Kunstszene aktiv. Er nahm an mehreren Ausstellungen ungarischer Kunstvereine teil, unter anderem an der Ausstellung des Ungarischen Nationalen Kunstvereins (Országos Magyar Képzőművészeti Társulat).

## Werk
Manó Vesztróczy spezialisierte sich auf Genre- und Landschaftsmalerei. Seine Werke zeigen häufig Szenen des ländlichen Lebens und der ungarischen Puszta. Stilistisch war er einer realistischen Darstellungsweise verpflichtet, wobei er großen Wert auf Details und atmosphärische Lichtverhältnisse legte. Er orientierte sich an den Traditionen der Münchner Schule, die für ihren naturalistischen Stil bekannt war, integrierte aber auch Einflüsse der zeitgenössischen ungarischen Malerei.